# Chauffer dans la noirceur
 (décembre 2024).
Chauffer dans la noirceur est un festival de musique français créé en 1993 qui se déroule à Montmartin-sur-Mer (Manche) tous les ans au mois de juillet.

## Genèse
En juillet 1992, la province de Québec est le lieu d’une rencontre entre musiciens québécois et normands. En avril 1993, un groupe d’amis de la région de Coutances décide d’inviter un groupe québécois, les Morissets, en leur concoctant une tournée (13 dates) et en organisant des rencontres franco-québécoises à Montmartin-sur-Mer en mai. C’est un succès.
C’est ainsi que naît l’association Chauffer dans la noirceur qui signifie « conduire la nuit » en québécois et qui organise chaque année le festival du même nom.

## Programmation depuis 1993

### Années 2020

#### 2023
- Jeudi 13 juillet : Astéréotypie, HK et Les Saltimbanks, Favé, Ibeyi, Meryl, Coilguns, Beatfoot
- Vendredi 14 juillet : The Slow Show, Satellites, Horace Andy & Dub Asante Band, Temples, Al Qasar, Brutus, Delilah Bon, Ultimatom, Eesah Yasuke
- Samedi 15 juillet : Johnny Jane, Rouquine, You Said Strange, Lous and the Yakuza, Süeür, Pypy, Eloi, Kickslip
- Dimanche 16 juillet : Mellow Mood, The O’Reillys and the Paddyhats, Worakls

Images de l'édition 2023
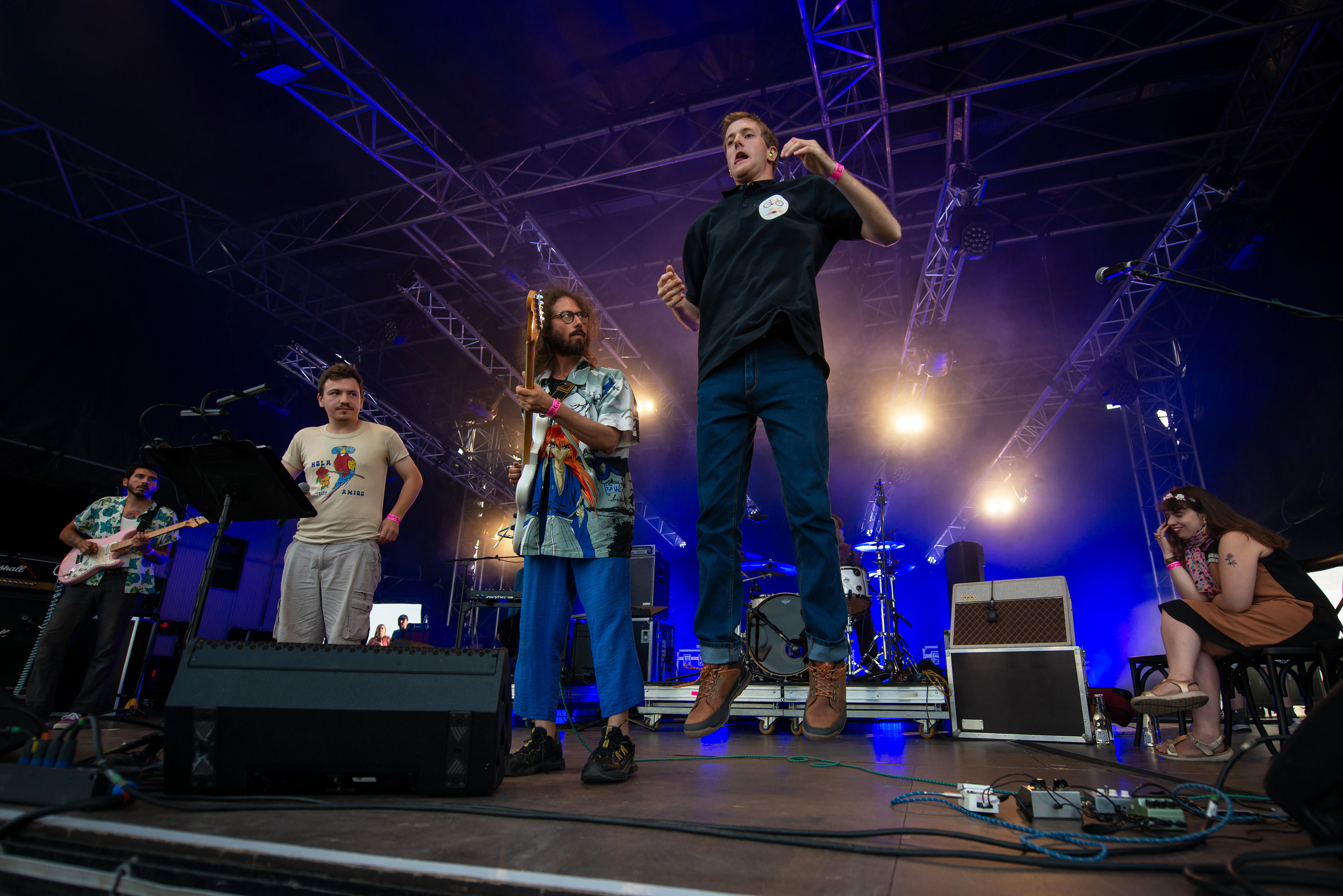
Astéréotypie
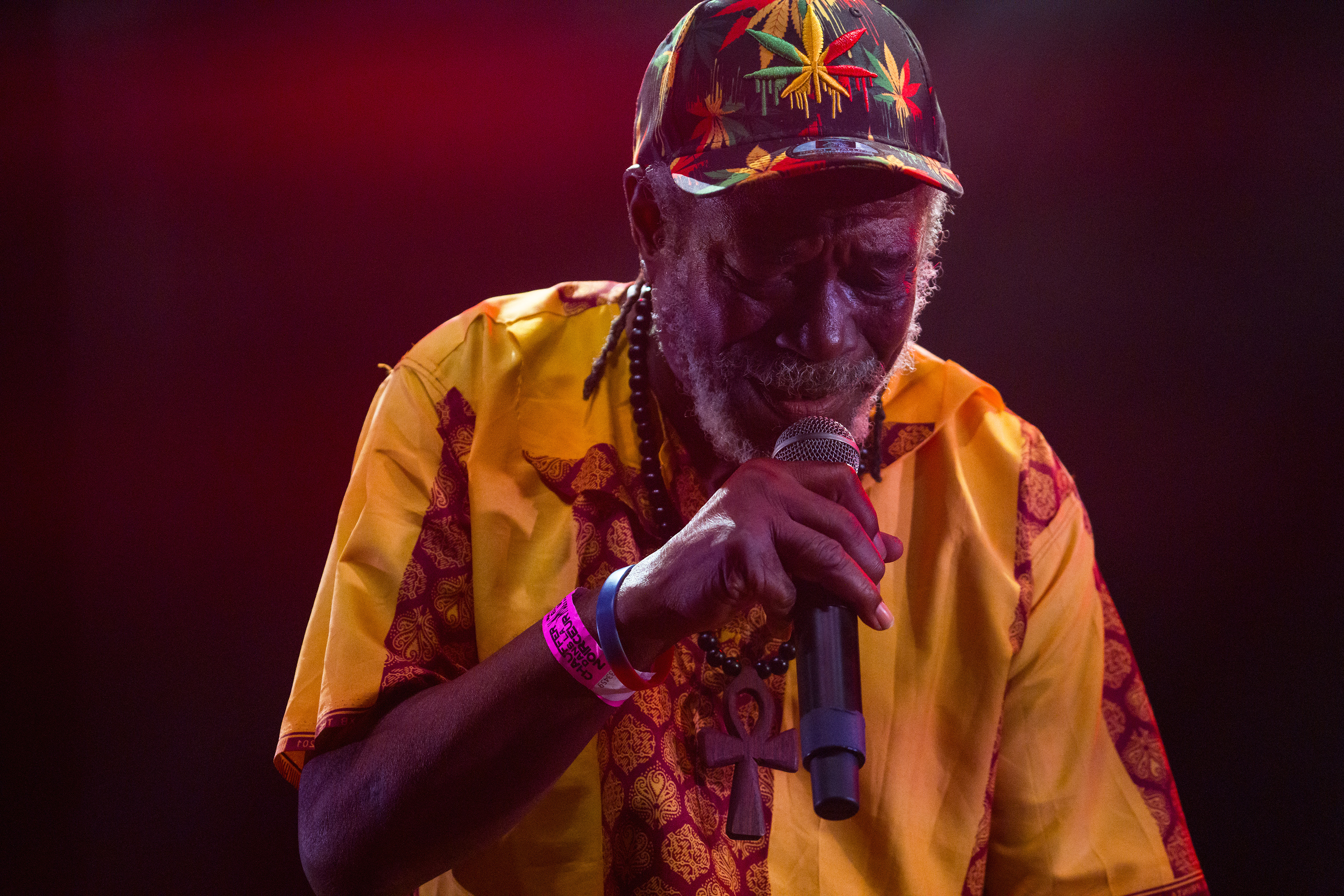
Horace Andy
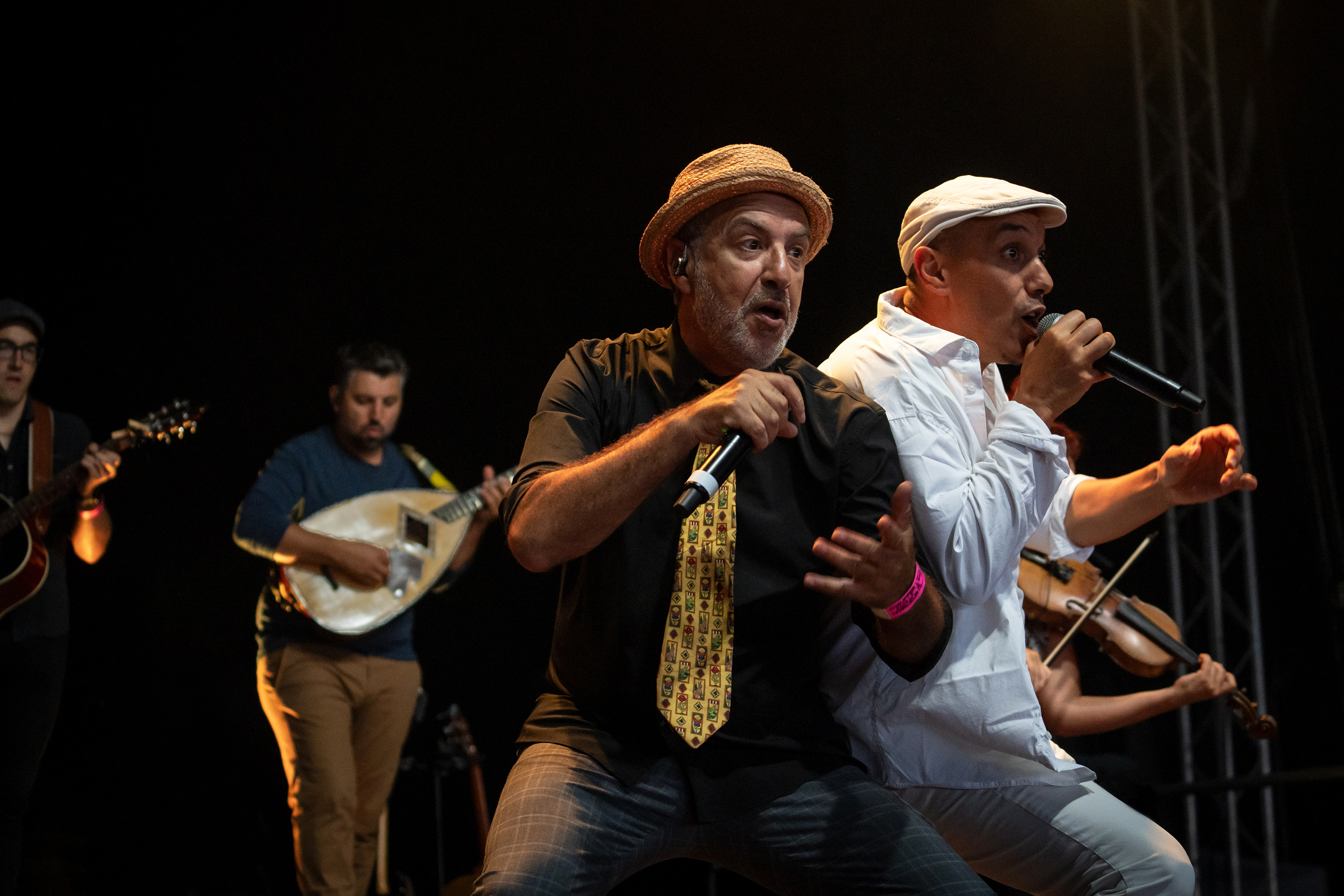
HK et Les Saltimbanks
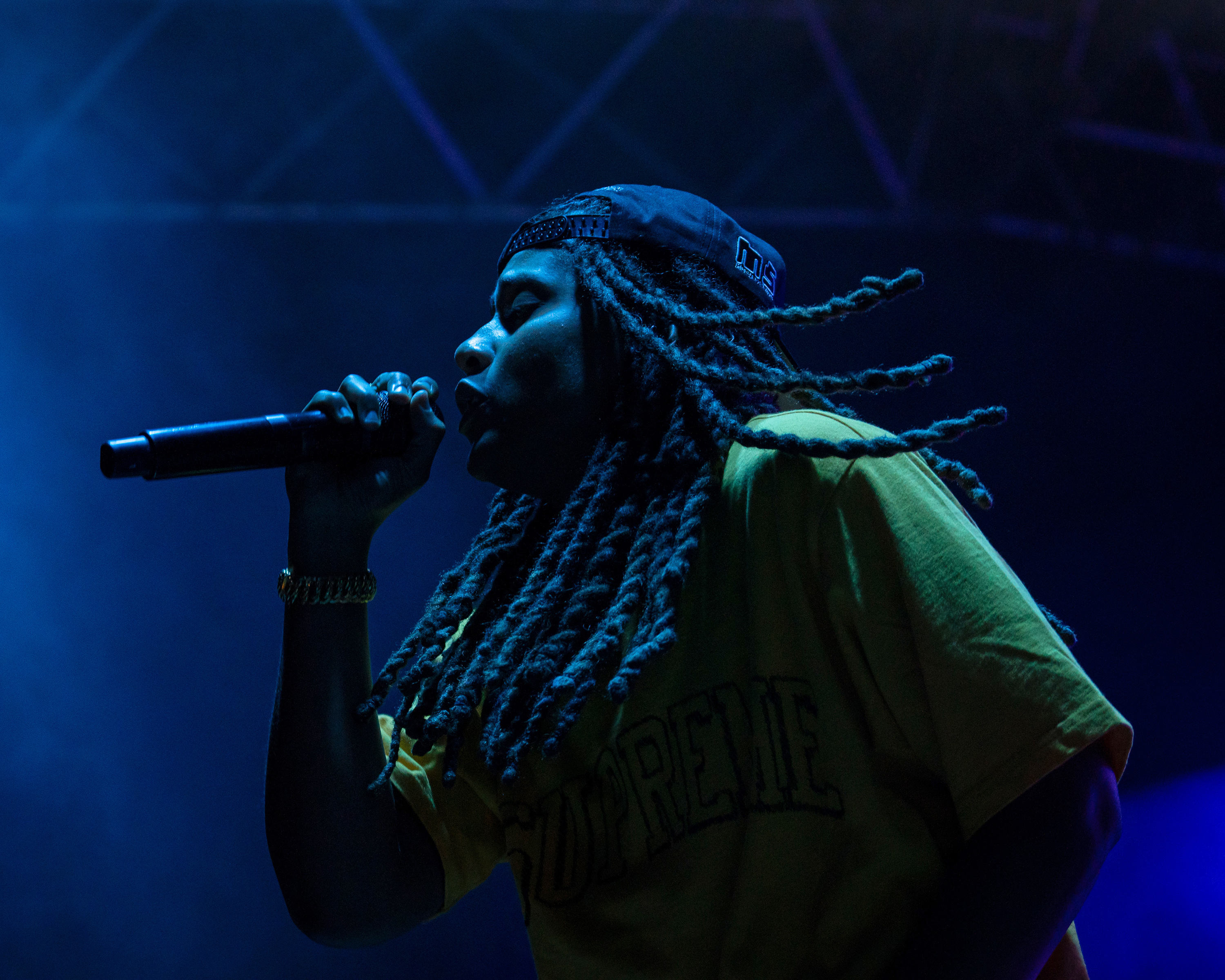
Meryl
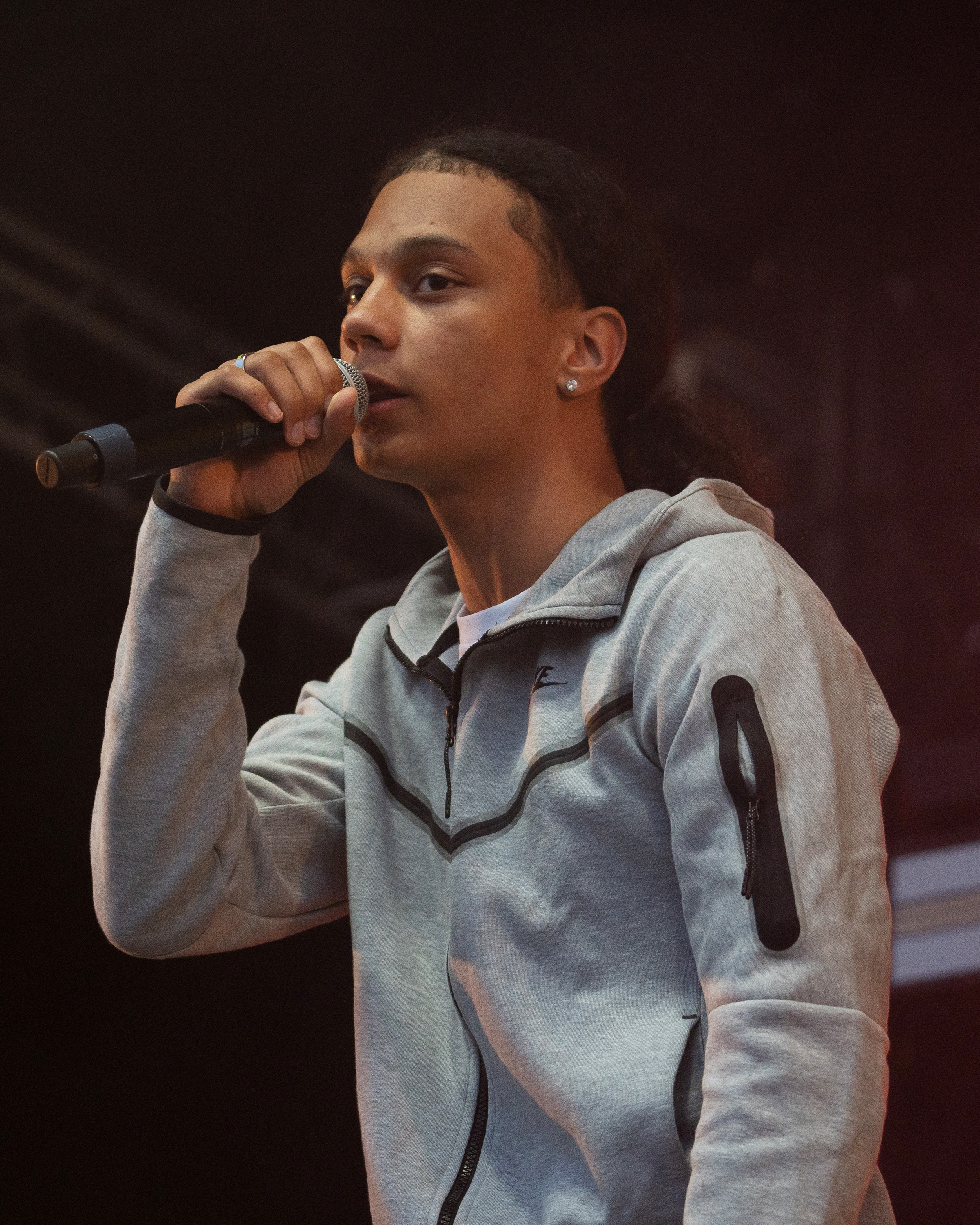
Favé

#### 2022
Ausgang, Pete Doherty & Frédéric Lo, Delgrès, Fun Lovin' Criminals, Odezenne, Mansfield.TYA, Aloïse Sauvage, Têtes raides, Zaho de Sagazan...

Images de l'édition 2022
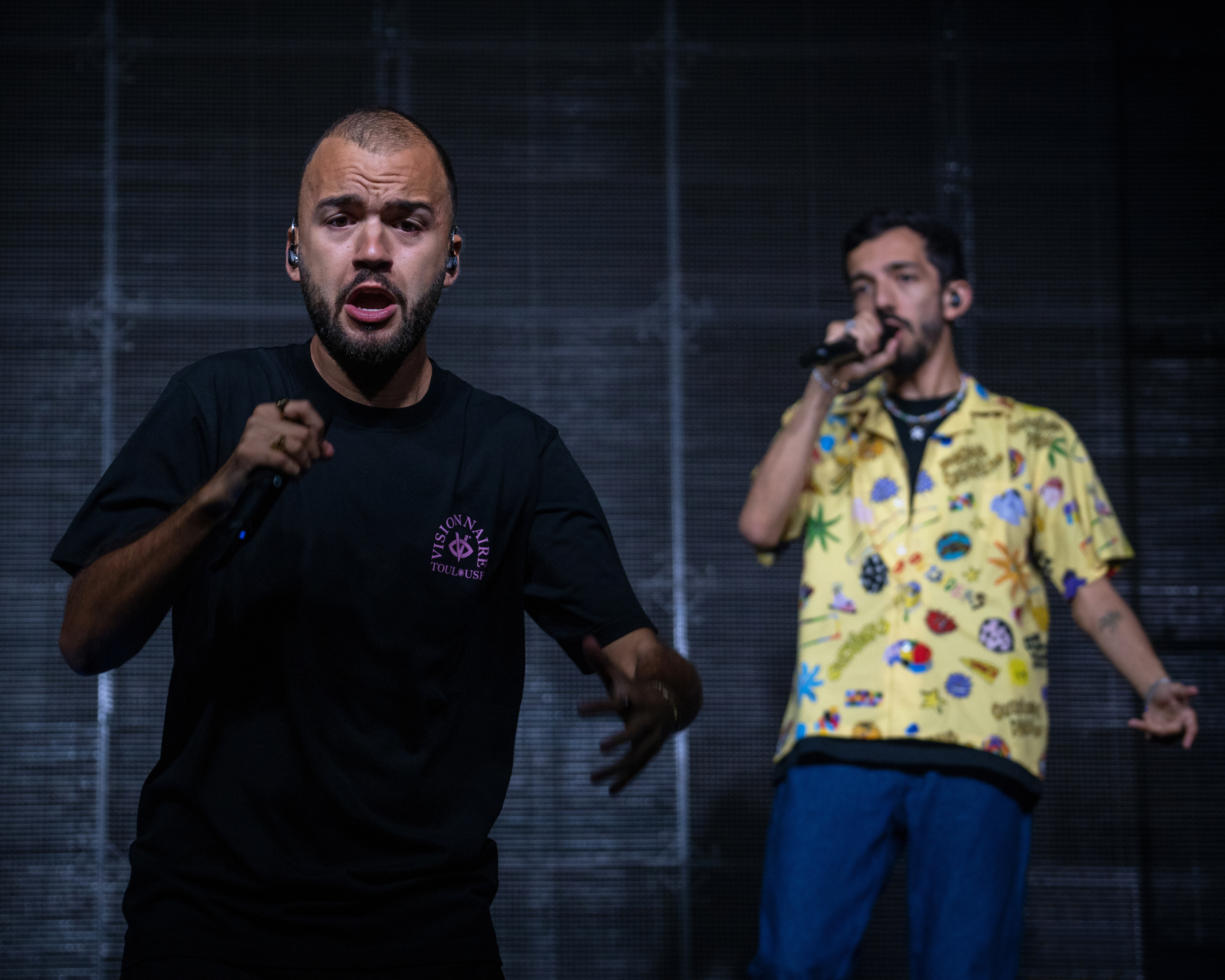
Bigflo et Oli
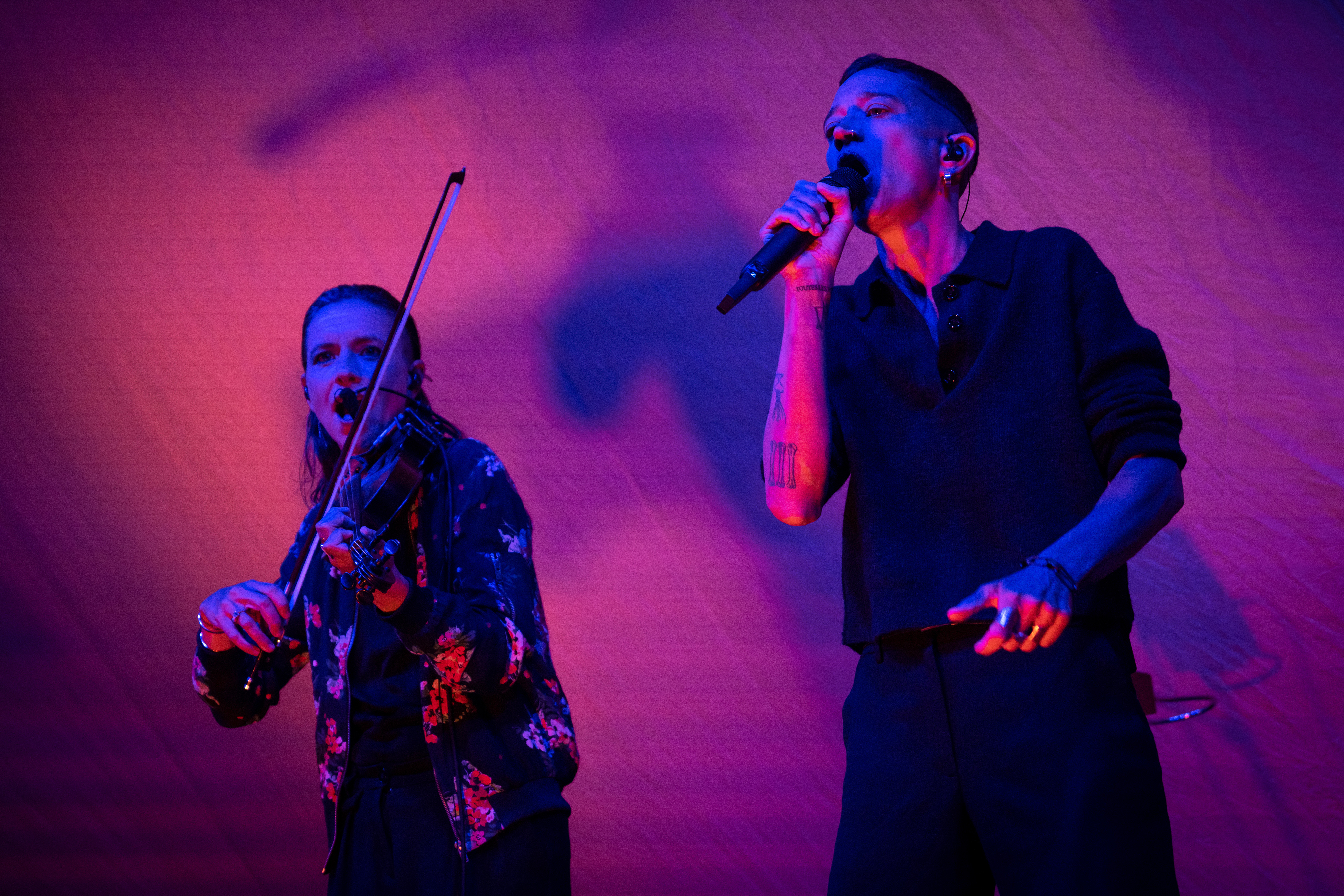
Mansfield.TYA
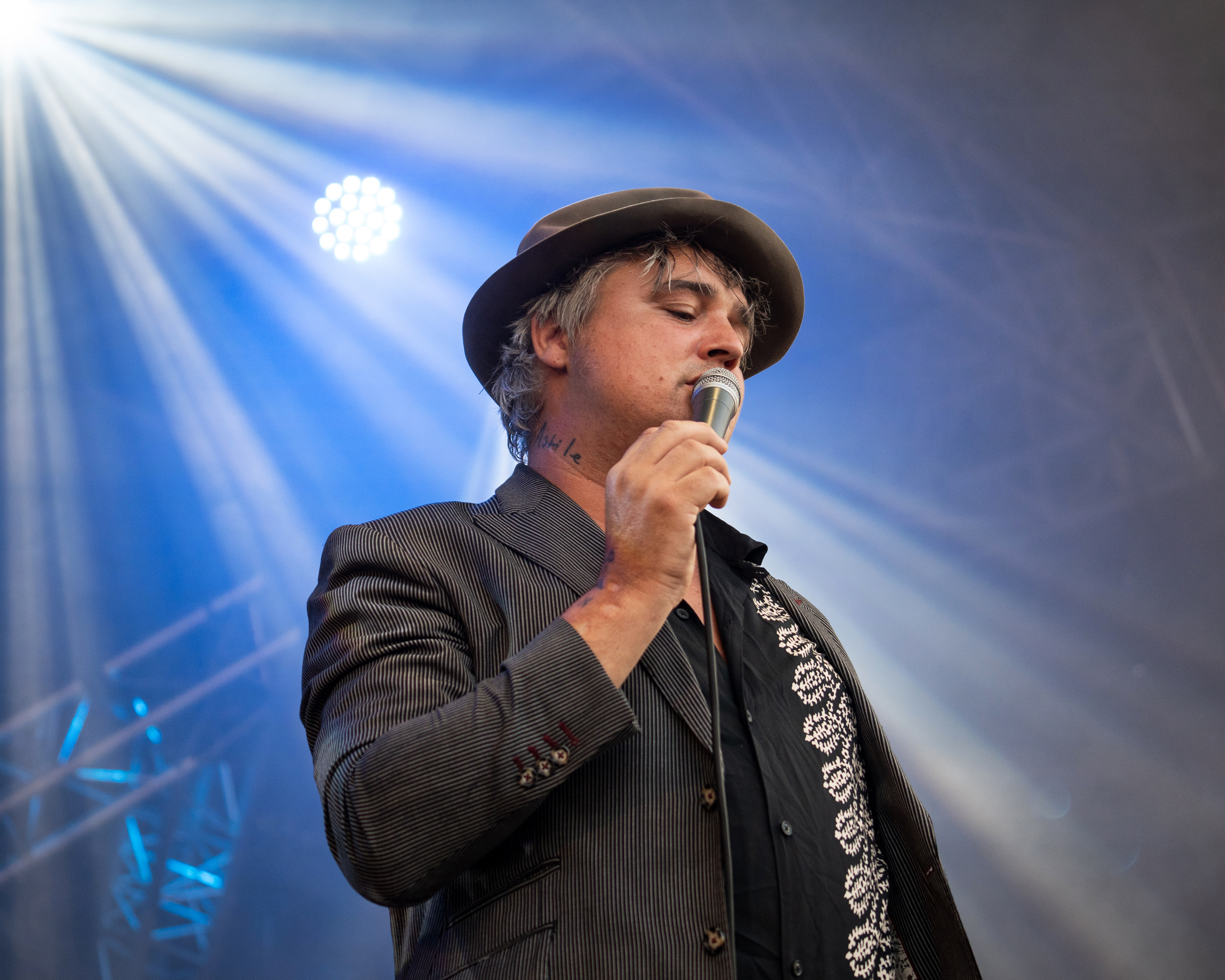
Pete Doherty

#### 2021[1]
- Vendredi 16 juillet : Requin Chagrin, Nobody's cult, Potochkine, Lofofora, Magenta, Mezerg
- Samedi 17 juillet : Balafre, Daara J, Téléraptor, Reta, Vulves Assassines, Fakear
- Dimanche 18 juillet : MB14, Irène Drésel, Laake, Asaf Avidan

Images de l'édition 2021
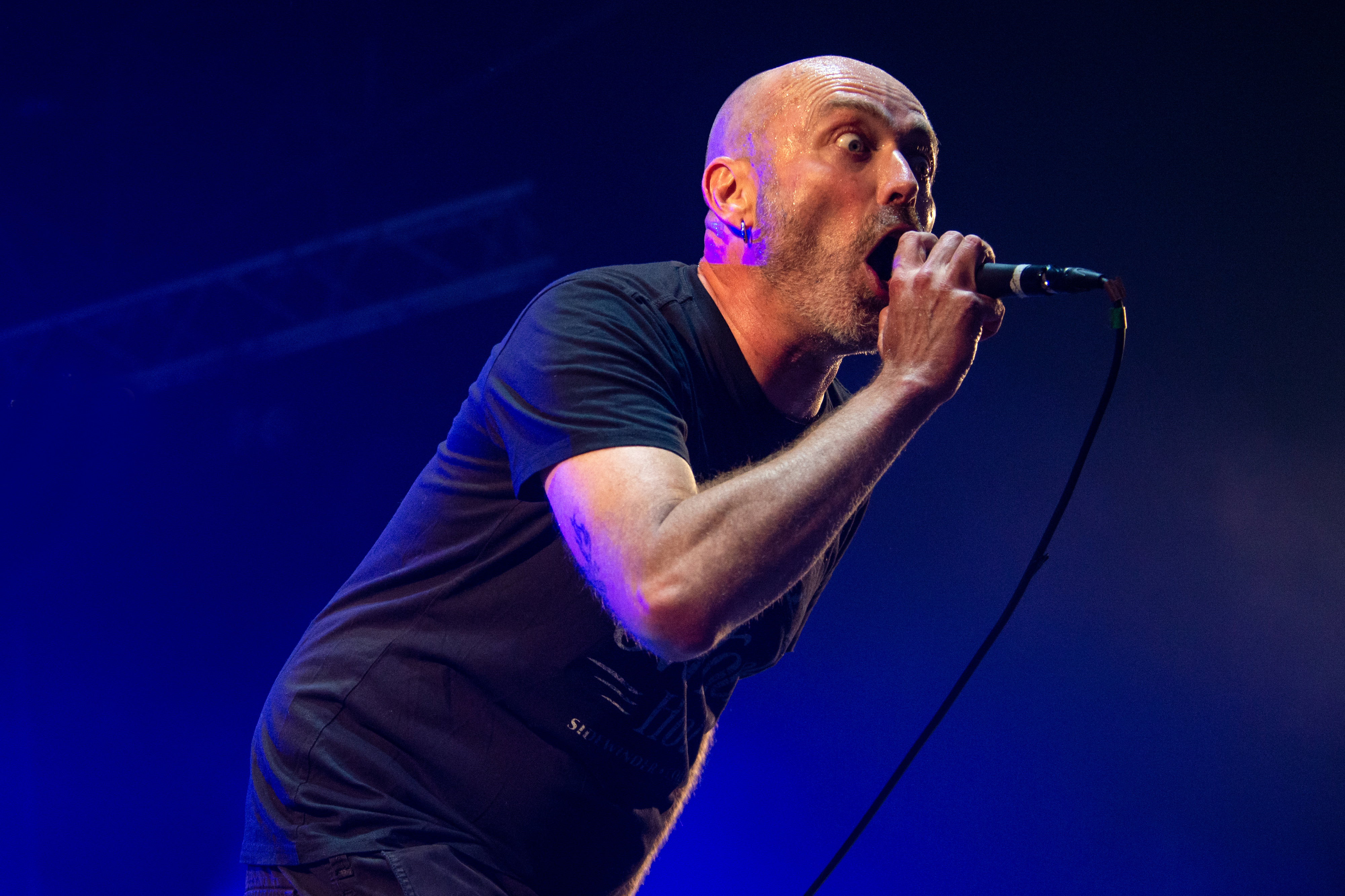
Lofofora
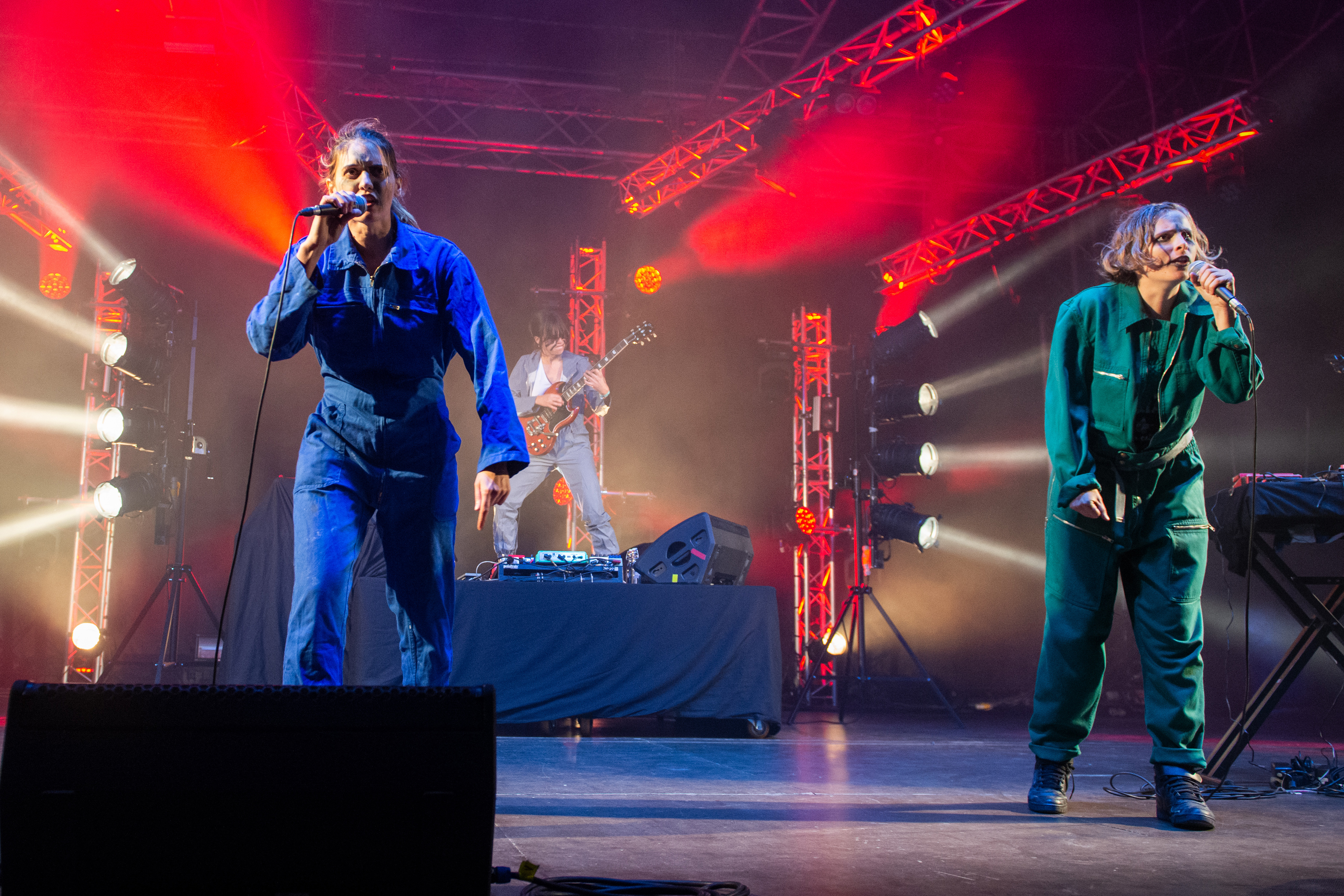
Vulves Assassines
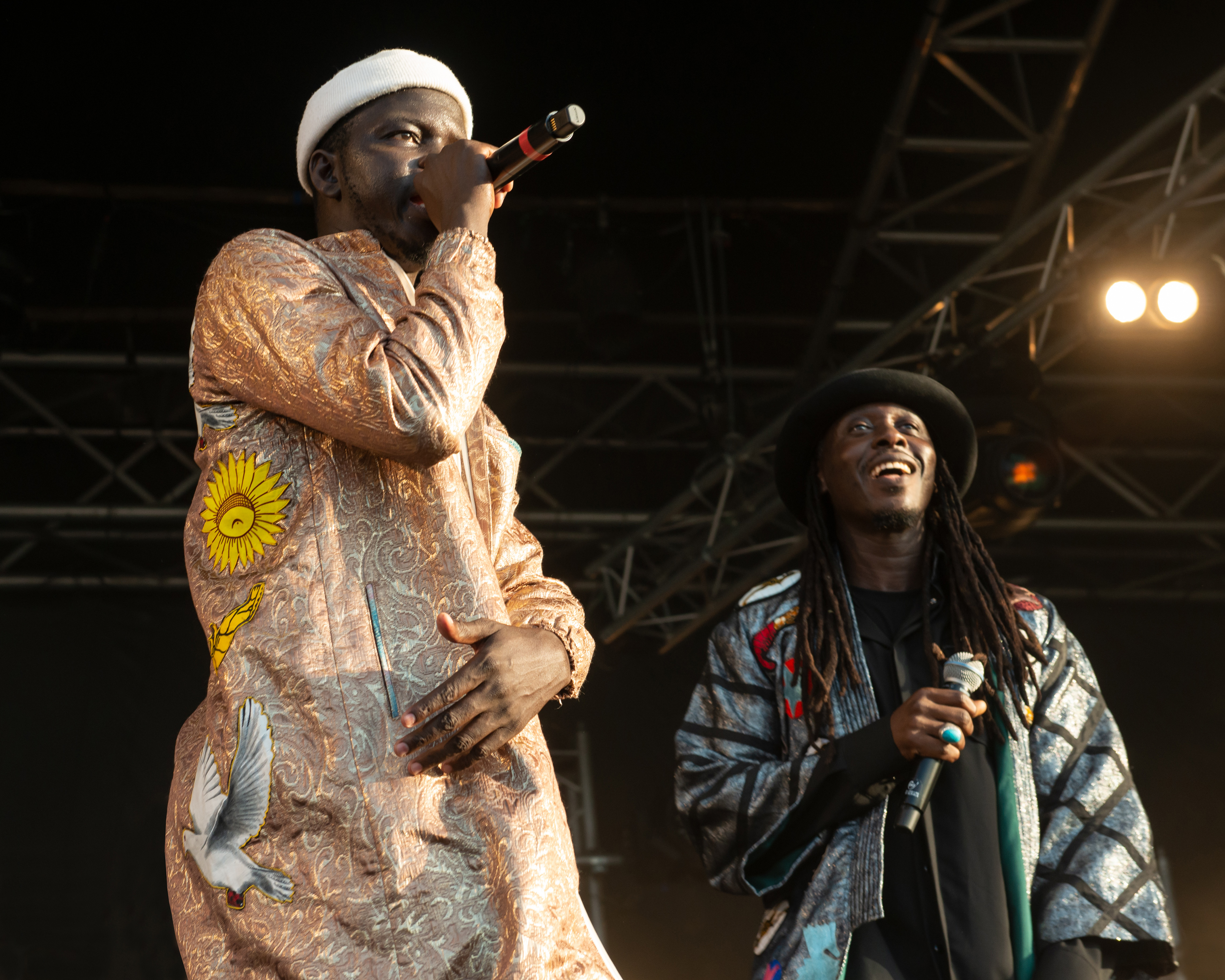
Daara J
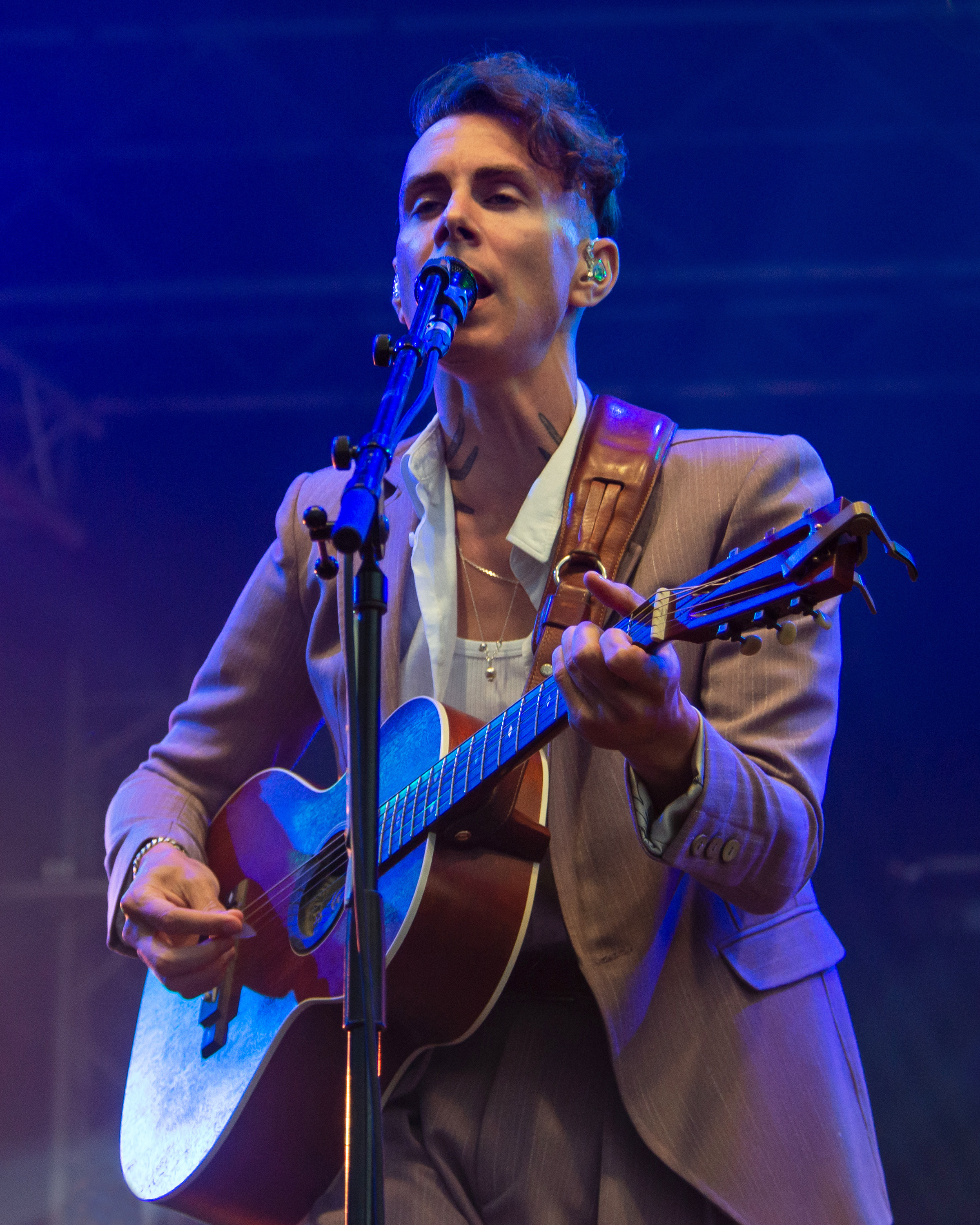
Asaf Avidan
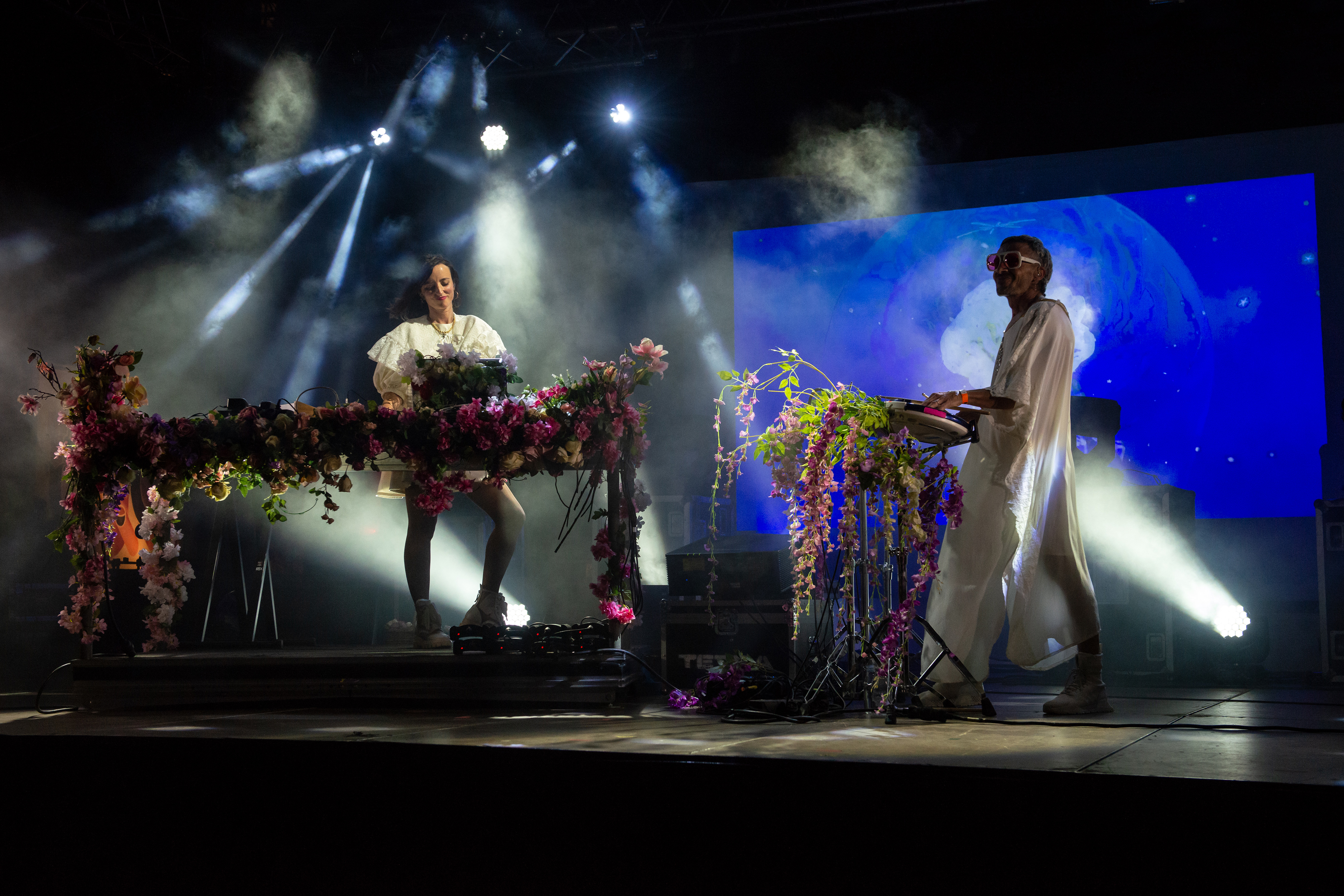
Irène Drésel

#### 2020
Annulation du Festival (à cause de la situation sanitaire, Covid-19) - organisation de petits concerts alternatifs et innovants Déconfine Ta Culture dans des structures culturelles, créant des liens sociaux et permettant à certains artistes de se produire malgré la situation.

### Années 2010

#### 2019
Battles - Vendredi sur Mer - Ludwig von 88 - Curse ov Dialect - Sônge - Xavier - The Armed - Break Two - Dune Rats - Mag - Pupucci Safari Star - Belvoir - Groundswell Bass Dub - Les Druides du Vertbois - Xavier Rudd - Cadillac (Stupeflip) - Kirin J Callinan - Al'Tarba x Senbeï - Kælan Mikla - Lysistrata - Choolers Division - Prison Religion - Dustman Dilemma - It it Anita - Péroké - Aerobrasil - Krav Boca - Bavoir - Youssoupha - Living Colour - Collectif 13 - Metz - IC3PEAK - Tommy Cash - Suzane - Warmduscher - Mood - Waahli - Yolande Bashing - Jyeuhair - Turfu

#### 2018
Chelsea Wolfe - Svinkels - Biga Ranx - Son Lux - Arnaud Rebotini - Machinalis Tarantulae - Papier tigre - Knarsetand - Makeshift - Akasha Sax Dub & Bone - Pyjamarama - Microformat - La Dose - Moha La Squale - The Rock'N'Roll - Wrestling Bash - Scarlxrd - Black Bones - Gomad! & Monster - Nomadic Massive - Use - Tracy de Sa - The Cavemen - Veik - We Hate You Please Die - Cactus & Mammuth - Xieho - Catherine Ringer - Pussy Riot - Clara Luciani - Liniker e os Caramelows - Banditos - Jean Jean - Bafang - Cocaine Piss - Donny Benet - Strange O'Clock - Midnight Ravers - Tiago Martins

#### 2017
Soulwax - Mykki Blanco - Jahneration - Panda Dub - Astroid Boys - Cyril Mokaiesh - Pan D -  Les Dents - Postcoïtum - Weldis&Ros - The Fakir Orchestra - Ear Plugs - Chinese Man - Tash Sultana - Dream Wife - Powell - Ho99O9 - Rilès - Caribombo - Loya - The Orvalians - The Perkins - Ropes & Big John - Slaughterhouse Brothers - Keny Arkana -  Nova Twins - Lucille Crew - Laura Cahen - L’Entourloop - 10Lec6 -  Le Sein - JP50 -  Bam Bam Tikilik - Faire -  Monstromery - King Biscuit - Miët - End It - Nina Hagen - Ultra Vomit - Slamboree - S'il ne restait qu'un chien

#### 2016
Peaches - Yael Naim -  Abd al Malik - Soom T - Le bal des Enragés - Talisco - Harrison Stafford & The Professor Crew - J.C. Satan - Rendez-vous - Gangstagrass - Bagarre - Gerard Baste - Aucan - The Qemists - Smokey Joe & The Kid - La Colonie de vacances - Sir Jean & NMB Afrobeat Experience - The Goaties - Selen Peacok - Inaniel Swims - Butternut - Freshcaencamps - Glass - Signal² - Deux Boules Vanille - Shiko Shiko - Poil - The Eye of Time - Fanel - Daisy - AudioFilm - The Sharkettes - Ackboo feat. Green Cross - The Broots -  Cassidy Punch Machine - Trioskyzophony Microphone Club - The Nunk and le 61 Crew - Angle mort & Clignotant - Gwyn Wurst

#### 2015
Aaron - Dub fx - Breton - Soko Caribean dandee : Joeystarr & Nathy (TÜCO) x Dj pone x Cut Killer x B.A.G.A.R.R.E - Protoje & the Indiggnation - Little Big - Charles X - Koudlam - Circé Deslandes - Dubioza Kolektiv - Alo Wala - Shifumi Orkestar - Kandji - Perox - Schvedranne - Puts Marie - Barberos - Schlaasss - Brassick - Tricksterland - Shaârghot - Rakia - Explicit Silence - Mantekiya - Ciel! Mes Bijoux! - Fanfara Electronica - Monsieur Le Directeur - Lingouf - B-Man - Electronic Kolours - Ghost Friends - Mandale - Nine Million Witches - Alphabet - Nommo - D' de Kabal vs Trioskyzophony

#### 2014
FFF - Of Montreal - Carmen Maria Vega - Miossec - Ez3kiel - Anthony B - Samba de la Muerte - Bam Margera's - Salut c'est cool - Anakronic Electro Orkestra - Danger - Le prince Miaou - Christine & the queens - Teldem Com'unity - The Blaze - Cheveu - Ajeya - Kadebostany - The Endlesse summer et la Mega Soufflerie - Gnucci - Grand Parc - Mort Mort Mort - Mutiny on the Bounty - Figure 8 - One Sugar Please - Big Band Cosmique - Gandi Lake - Red Forest - Senyawa - Vialka - Hassan K - Jahen Oarsman - Noise Generator - Sidony Box - Heartbeat Parade - No Metal In This Battle Sugaretown Cabaret - Iku Ink Arp - Bild - Olifan - Radio Charette

#### 2013
Black Rebel Motorcycle Club - Alborosie - La Grande Sophie - Skip&die - Sexy Sushi - Dark Dark Dark - La Femme - Akua Naru - Psykick Lyrikah - Birth of Joy - Saint Lo - Dirty Honkers - Naâman - Empire Dust - Bulldogs - Cotton Claw - April was a Passanger - Asone - Bagarre Générale - Mary Ocher and your government - Orchestra Elastique - Dazzling Malicious - Paprika Korps - Ethan Fawkes - La Gallera social club - The Beat Seeds - HÄSHCUT - Kumquat - Klymt - Poney Creve - Pan D - Infernale Momus - Kids from the Pack - Killu Krew - Da Groove - MmMmM - Fakear

#### 2012
Sallie Ford and the Sound Outside - Sanseverino - Le Peuple de l'herbe - Alain Briant - Mon côté punk - Bends - Melissmell - Simja Dujov - Anaïs - Headwar - Punish Yourself Vs Sonic Area - Ambassador21 - Seal Of Quality - Les Agamemnonz - Mick Hypnotik Sensation - Sytri-X - Dj Conic & Dj Dard - Rikkha - Black Cowboys - Kabal - Guns Of Brixton - Puppetmastaz - Kap Bambino - Dj :[S20] : - Hip-Hop Syndrome - R2jeux - Burnie & Son Batard - Didier Super - Pompier - Human Alert - The Terrible Beast Machine - Le Milieu - Cocorosie - The Trailer Trash Orchestra - Orange Blossom - Deluxe - Trotski Nautique - Syntax Error - Devotos - Dj Bluff

#### 2011
Public Enemy (Usa) - Hindi Zahra (Maroc) - Balkan Beat Box (Usa/Israël) - Moriarty - Terrakota (Portugal) - La Rumeur - Bonaparte (Suisse) - Arnaud Fleurent-Didier - Hanin Elias (Allemagne) - Duchess Says (Québec) - The World/Inferno Friendship Society (Usa) - Axel Krygier (Argentine) - Sociopathe - Dub Welders - Tying Tiffany (Italie) - Igorrr - V-Drips - El Hijo De La Cumbia (Argentine) - Last Barons - Goldwave - Playground - L’effet Defee - Le Grand Écart - Prön Flavürdik - Bends - Superpoze - Kesta - Édition – (81) - Les Langues de Putes - Venox Record - Mother Mountain - Martine On The Beach - Gomina - Bagarre - Regis Turner - Kanwi Canaghan -Dj Lombo & Veget Percu - Miss Sonik - Dj E-Xit

#### 2010
Rokia Traoré (Mali) - Mickey 3D - High Tone - Atari Teenage Riot (Allemagne) - Winston Mc Anuff (Jamaïque) - Shantel & Bucovina Club Orkestar (All.) - Los Campesinos ! (Pays De Galles) - Elmer Food Beat - Programme - X Makeena - The Rodeo - Misteur Valaire (Québec) - Bang Bang Eche (Nz) - Vladimir Bozar ’N’ Ze Sheraf Orkestär - Azraël - Pilöt - Electric Electric - Bad Buka (Usa) - Ambassador21 & Suicide Inside (Biélorussie) - Jean Louis - Bubu Bricole - Batukayele - Troupe Barati - Lord Saï - Les Mantes à l’eau - For1 -Strict’is - Brooke Sharkey (Gb) - Playground - Minh [May] - Ble Complet - Dj :[S20] : - Auguste - Fresh Water - Chrysalide - Jahmaty - Oskr-Ssteppa - Undobar - Born In Alaska - Don Da None - Manatee - Concrete Knives - Wine

### Années 2000

#### 2009
Tricky (UK) - Assassin - Thomas Fersen - Cœur De Pirate (Québec) - Poni Hoax - La Phaze - Zone libre Vs Casey - Secret Chiefs 3 (Usa) - Les Fils De Teuphu - Blue King Brown (Aus.) - Big Red & Dj Science - The Death Set (Usa) - Toxic - Schyzodrome - Urbanswing Soundsystem - Sonic Boom Six (Gb) - Moa (Suède) - Selfish Cunt (Gb) - Arch Woodman - This Is Pop - Le Tripe Du Peuple Loula - Lady Late - Dj Sonam (Manticore) - Phuncky Doyen - Coefficient - Human Toys - Kanju - The Dissident - Looping & Conic - Kidney Beans - Jackson Thelemaque - Lion Freecaency - Dj Fakktion - Selecta Theo - Monty Picon - Mi Fajeur - Les Mains Dans Les Poches (Cie Danse) - Grodale - Plateau Repas - Écoute Les Murs Parler - Les Noces Gitanes - Sugartown Cabaret - Le Milieu

#### 2008
Saul Williams (USA) - Didier Super - Java - Ridan - Mon côté punk - Zion Train (UK) - Hushpuppies - Takana Zion (Guinée) & Manjul - Nouvel R - Baloji (Belg.) - Members Of Marvelas (Belg.) - The Dagons (Usa) - Dead Kids (UK) - The Bleeps (UK) - Solange La Frange (Suisse) - Ethnopaire - Lulabi - Kumpania Beats - Polemix Et La Voix Off - Willy Blix - Murs Murs - Bounbaïne - Les Praires Precieuses - Sophie Oli - Chiche Orchestra - Ziplaboum - Dj For1 - The Other Side - Masenka - Bloz Party - Dj Shiva - Mü - Off’eöliah - Burn & Divine - Memories Of Dead Man - Johnny Boy - Jet Boy - Dj Kriss & Dj Loo - Jean Paul Dub - Tony Oheix - Shashamane Sound System - Ankaa - Conic - Elektromatisme - Tchao Paï Paï - Belone - Funk’anthropic

#### 2007
Jacques Higelin - Rona Hartner (Roum.) - Les Tambours du Bronx - Francois Hadji-Lazaro - Zenzile - Casey - Mellissmell - Fermin Muguruza (Euskadi) - Rinôçérôse - Arnaud Michniak - Dupain - I Love Ufo - The Bellrays (Usa) - Fragile - Jaya The Cat (Holl.) - My Lullaby - Year Of No Light - Top Montagne - Tchxx - Dj Nilov & Ovilsky - Emotion Lab - Kelib - Djette Cir-C - Dj 13 - Snug Trio - P.A.Z. Sound System - Poisson D’or - Dj Brusco - Dick Voodoo - Darlin’nikki - Les Delfes - Hip Hop Syndrome Feat. G. Bonson - Rus - Gormak - Paco Vs King Arthur - Atypik Dub - Tire Larigot - Les Yeux De La Tête

#### 2006
Les Ogres de Barback - Yann Tiersen - Puppetmastaz (All.) - Champion & Ses G-Strings (Québec) - La Caution - Alec Empire (All.) - My Ruin (Usa) - Marousse - Romain Humeau - Les Georges Leningrad (Québec) - Panico (Chili) - Pause - Fumuj - Sweek (Belg.) - Final Fantasy (Canada) - Lima Djari - Silcencio De Metem - Gregaldur - Plateau Repas - Atypik Dub - Yayoland - Dj Brik - Ybrid - Princesse Rotative – Sept - Dj Teo - Lilea Narrative - La Reference - Jerry Cornic - Dj Conic - Shuman Resonance - Studzz - Melivol - Batman - La Confederation Du Bricolage - Pulsington - King Looping - R2jeux - Headcharger - Washing Machine

#### 2005
Rachid Taha (Alg.) - Lee «Scratch» Perry (Jam.) - Tagada Jones - Kery James - Serge Teyssot-Gay & Khaled Al Jaramani (Syrie) - Kaly Live Dub - Orange Blossom - Spoke Orkestra - Experience - Olli & The Bollywood Orchestra (Inde) - Shane Cough - Sole (Usa) - Sofa - Zurribanda - Il Fulgurante - Aerôflôt - Miss Helium - Jon Smith & Deborah (Usa) - Nonstop - Positive Roots Band - Jamaa (Cie Danse) - Jeden (Cie Théâtre) - None Id - Zeta Cancri - The Elektrocution - Vive Le Rouge - Presidentchirac - Gable

#### 2004
No One Is Innocent - Senser (GB) - Mig - The Nudes & Ayin Aleph (Russie) - Karbon 14 - Nambikwara - Dsp - Lupus Creation - La Cie Des Bons Tuyaux - Gwana Percu - Ravi - Porcelain

#### 2003
Mickey 3D - Émilie Simon - Nosfell - Fishbone (Usa) - Rona Hartner Et Anapoda Band (Roum.) - Magma - Fabulous Trobadors E Clica - Desmond Dekker (Jam.) - Les Wampas - Ttc - Doctor L - Kwal - Punish Yourself - Bombes 2 Bal - Mr Neveux - Sons Of The Desert (Irlande) - Maria Blonde - Sire - Richnou Corps - Miss Kaliocha - Tchao Paï Paï

#### 2002
Brigitte Fontaine - La Rue Ketanou - Tiken Jah Fakoly (Côte d’Ivoire) - Massilia Sound System - Spook & The Guay - Herman Düne (Suede) - In Vivo - Meï Teï Shô - Jack the Ripper - Kemar - Nestor Is Bianca - Wagner Pâ (Bre.) - Flying Pooh - Flor del Fango - Jim Franklin & Armadillo (Usa) - Shirley M - Haella Tenia – La Famille Magnifique - Pomele - Di Ankh - Last Minimalist Opposition - Nicolaï Luganof - Richnou Corps

#### 2001
Ez3kiel - Svinkels - Sinsemilia - Oneyed Jack - Skunk (Euskadi) - Los Tres Puntos - Prohom - La Danse Du Chien - Zaragraf - Stroll - Senior Holmes - Mary Lake - Eléphant System - Lunatic Age - Djoloff (Senegal) - Hopper - Red Room - Ocho Y Media - E-Labs - Double O - Dajoma - Humanaute - Nuff Respect - Di Ankh

#### 2000
The Wailers (Jam.) - Tété - Zenzila - Freedom For King - Kohann - Les Beautés Vulgaires - Mister Gang – Beth - No Bluff Sound - X Tr !Ple - Le Cri Du Cru - Le Dragon Roll’z - Erich (All.) - Dirty Mama - Shoot Mx - Adéle H - Godo Del Pocho - Dajoma - Les Saltimbrés - Les Rats’sveltes

### Années 1990

#### 1999
Tryo - Tayfa (Alg.) - Tarantism (Gb) - Head Mix Collective (Gb) - Grae J. Wall - Space Saucers (Esp.) - Rasta Bigoud - La Familia - Bates Motel (Gb) - Jack O’ Lanternes - Escape - Mézues - 1.2C.4 - Circus - L.M.C. Jules - Harry Coltello (All.) - Positive Radical Sound - Ooma Men - Dirty Mama - X Tr !Ple - Benn Et Ses Ordures

#### 1998
Matmatah - La Ruda Salska - Celtas Cortos (Esp.) - Near Death Experience - Max Pashm (Gb) - Shaltai (Russie) - Open Tuning - Irredukt-X - B. Chaix - Nidryaz - Genie - Yoni-Khan - Ping - Fruito - Proxina - Escape - Lady Macbeth - Kharmalite - Cowichan

#### 1997
Natalia King (Usa) - Spicy Box - Irishtambul - Diabologum - Märkkelä’s Trash Lounge (Fin.) - Clive Product (Gb) - Casse Pipe - Eolia Concept - Kinky - Ketilomah - La Jongle - Red - Ouba - P’tit Bebert - Konkoba (Guinée) - Strand Hugg - No Pigs - Les Rois Maudits - Ad Libitum - Les Schloops - Verveine - Morzen - Vincent % - Compagnie Les Zassanous - Los Commandantes

#### 1996
Dominique A - Zebda - Supermodel (Gb) - Femmouzes T. - Shaï No Shaï - Les Raggamins - M’basa (Senegal) - La Famille Boost - Larsen Rupin - Gwerinos (Pays De Galles) - Kaïloom - Metronome - Breakers - Histoires D’eux - Alvares - Origine Quartet - Les Elles - Creep A.C.

#### 1995
Arno & The Subvronicks (Belg.) - Edgar de l'Est - Au P'tit Bonheur - Lo'jo Triban - Léo Parleur - Pippi And The Butcherbird (Suède) - The Sindys (Gb) - Congregation (Gb) - Edmond Ramirez - La Tribu - Les Tetaclac - Gazoline Kings - Coktail Mistic Band

#### 1994
Morisset (Québec) - Billy The Kick - Les Casse-Pieds - Bodybag (Usa, Avec Zachary Alford) - Grae J. Wall & The Young Trash Lovers (Gb) - El Tiger Comics Group - The Electric Mansion (Gb) - Barjo Band - Red Beans Flavour - Dead Sand - Hang Over - Groupe 95 - Alain Briant

#### 1993
Power & Morisset (Québec) - Nietzsche On The Beach - Loic Rabache - Dod & The Rods - Les Schpountzs - Motus - Myazga